# Vincent Bueno
Vincent Mendoza Bueno (Viena, 10 de dezembro de 1985) é um cantor e compositor austríaco de origem filipino.

## Biografia
Filho de imigrantes das Filipinas, Vincent interessou-se pela dança desde os 4 anos, aos 11 já conseguia tocar piano, guitarra e tambor. Na faculdade tirou o curso de música e artes cénicas na Universidade de Música e Performances Artísticas de Viena. Bueno ainda compõe canções de R&B, e nas suas músicas fusionou o alemão da Áustria, o inglês e o tagalo.

## Carreira artística

### MUSICAL! Die Show
Em 2008, Vincent Bueno participou do concurso musical da ORF chamado «MUSICAL! Die Show» onde sagrou-se vencedor e ganhou 50.000€. Após aquela vitória, lançou a sua primeira música chamada «Grease Lightning».

### Eurovisão
Em 2017 foi corista de Nathan Trent, na Eurovisão de 2017, com a música Running on Air. Para 2019 foi confirmado pela Rádio e Televisão da Áustria como o representante do país na edição de 2020 do festival com a música «Alive», eventualmente o festival desse ano seria cancelado devido à pandemia de COVID-19. Ao ano seguinte, Bueno foi confirmado como o representante austríaco para a Eurovisão de 2021 com a canção «Amen».